# Robert Bapooh Lipot
Robert Bapooh Lipot, né en 1970 au Cameroun, est enseignant de philosophie, un homme politique camerounais, ex-député à l'Assemblée Nationale du Cameroun, et Président du Conseil d'Administration (PCA) de la Société de Recouvrement des Créances du Cameroun (SRC). Il est l'un des leaders de la formation politique Union des populations du Cameroun(UPC).

## Biographie

### Enfance, éducation et débuts
Robert Bapooh Lipot, originaire du département du Nyong-et-Kelle, a grandi et fait ses études au Cameroun. Initialement enseignant de philosophie, il a ensuite servi dans plusieurs administrations, notamment au ministère chargé de l'Économie, où il a été conseiller technique de 2005 à 2010. Membre de l'Union des Populations du Cameroun (UPC), il s'est présenté aux élections législatives de 2013 sous la bannière de son parti politique et a été élu député à l'Assemblée Nationale.

### Carrière
Le natif du Nyong-et-Kelle, a d'abord enseigné pendant plusieurs années dans les établissements d'enseignement secondaire au Cameroun. En 2005, il a été nommé par décret présidentiel comme Conseiller Technique au ministère de l'Économie, poste qu'il a occupé jusqu'en 2010.
En 2013, il a été élu député avec l'Union des Populations du Cameroun (UPC), mandat qu'il a exercé jusqu'en 2020. En 2018, il a été désigné Secrétaire Général du parti politique par le ministre de l'Administration territoriale, au détriment du secrétaire général élu lors du 7ème congrès d'octobre 2017. Cette affaire a été portée devant les juridictions, notamment au Tribunal administratif du Centre, et prolongée à la Cour suprême, où la Chambre administrative a décidé de rejeter le pourvoi formé par l'État du Cameroun.
Le 30 avril 2020, après sa défaite lors des élections législatives, il a été nommé par décret présidentiel membre du conseil d'administration de la Société de Recouvrement des Créances (SRC) en remplacement de Joseph Owona. Le 4 mai 2020, il a été désigné Président dudit conseil au cours d'une session extraordinaire tenue à Yaoundé.